# Namak Ab
Namak Ab är ett distrikt i Afghanistan. Det ligger i provinsen Takhar, i den nordöstra delen av landet, 220 km norr om huvudstaden Kabul.
Distriktet beräknades år 2022 ha cirka 14 000 invånare.